# Gornjogradska gimnazija u Zagrebu
Gornjogradska gimnazija u Zagrebu je javna opća gimnazija u Zagrebu. Nalazi se na Trgu Katarine Zrinske 5. Ravnateljica gimnazije je prof. Anita Perišić, a u gimnaziji radi 50 profesora. Gornjogradska gimnazija je jedna od rijetkih koja ima profesora Američke kulture i civilizacije, problemske fizike i Talijanske kulture i civilizacije.

## Povijest
Od 1945. u zgradi djeluje VI. (ženska) gimnazija. Škola 1954. postaje VI. Mješovita gimnazija koja je 1977. godine ukinuta i ulazi u sastav Ugostiteljsko-hotelijerskog centra. 1990. godine ponovo je formirana gimnazija, a od 1991. škola nosi naziv Gornjogradska gimnazija. Školska zgrada je više puta pregrađivana jer je tijekom godina ovdje bila Klasična gimnazija, Kraljevska akademija i Kraljevsko sveučilište. Od 1969. godine zgrada škole je zaštićeni spomenik kulture.

## Program
| Nastavni predmet                      | Opća gimnazija | Opća gimnazija | Opća gimnazija | Opća gimnazija |
| Nastavni predmet                      | I.             | II.            | III.           | IV.            |
| ------------------------------------- | -------------- | -------------- | -------------- | -------------- |
| Hrvatski jezik                        | 4              | 4              | 4              | 4              |
| 1. strani jezik                       | 3              | 3              | 3              | 3              |
| 2. strani jezik                       | 2              | 2              | 2              | 2              |
| Latinski jezik                        | 2              | 2              | –              | –              |
| Glazbena umjetnost                    | 1              | 1              | 1              | 1              |
| Likovna umjetnost                     | 1              | 1              | 1              | 1              |
| Psihologija                           | –              | 1              | 1              | –              |
| Logika                                | –              | –              | –              | 2              |
| Filozofija                            | –              | –              | –              | 2              |
| Sociologija                           | –              | –              | 2              | –              |
| Povijest                              | 2              | 2              | 2              | 3              |
| Zemljopis                             | 2              | 2              | 2              | 2              |
| Matematika                            | 4              | 4              | 3              | 3              |
| Fizika                                | 2              | 2              | 2              | 2              |
| Kemija                                | 2              | 2              | 2              | 2              |
| Biologija                             | 2              | 2              | 2              | 2              |
| Informatika                           | 2              | –              | –              | –              |
| Politika i gospodarstvo               | –              | –              | –              | 1              |
| TZK                                   | 2              | 2              | 2              | 2              |
| Izborni predmet (vjeronauk ili etika) | 1              | 1              | 1              | 1              |

## Prirodopisna zbirka
U Gornjogradskoj gimnaziji smješten je najstariji i najveći dio najstarije prirodopisne zbirke u Hrvatskoj. Utemeljio ju je 1852. godine Franjo Tkalec, tadašnji učitelj prirodoslovlja, zemljopisa i povijesti u Klasičnoj gimnaziji. Početkom dvadesetog stoljeća imala je nekoliko tisuća predmeta. Zbirka je 1993. godine obnovljena zalaganjem profesorice bilogije Zrinke Polović, Hrvatskog prirodoslovnog muzeja i Hrvatskog udruženja za zaštitu prirodnog i kulturno-povijesnog nasljeđa – Svanimir.

## Vanjske poveznice
Mrežna mjesta
- ggg.hr, službeno mrežno mjesto